# Выборы в Рязанскую областную думу IV созыва
Выборы в Рязанскую областную думу IV созыва состоялись 20 марта 2005 года. На выборах участвовали 5 партий и 2 избирательных блока. По результатам голосования лидером как в региональной (списочной) части, так и в одномандатных округах стала Единая Россия. В парламент прошли все партии и избирательные блоки, участвовавшие в выборах, а из 18 одномандатных округов 9 выиграли самовыдвиженцы.
По сравнению с выборами 2001 года количество избранных самовыдвиженцев сократилось больше чем в два раза (с 19 до 9). Явка на выборах 2005 года увеличилась почти вдвое (с 20 до 37). Были избраны 36 депутатов. Впервые в Рязанскую областную думу выборы проводились по смешанной системе (18+18).

## Ситуация накануне выборов
Предстоящие 20 марта выборы в законодательное собрание Рязанской области поначалу не обещали неожиданностей. Даже учитывая то обстоятельство, что теперь половина из 36 депутатов избиралась по партийным спискам.
Фаворитом среди политических партий считалась "Единая Россия", которая на думских выборах 2003 года набрала почти 32% голосов рязанцев. Однако отмечалось политическое разнообразие "вторых партий". Так, губернатором Рязанской области в 2004 году был избран кандидат от партии "Родина" Георгий Шпак, а сама партия на думских выборах 2003 тогда набрала без малого 10% голосов рязанских избирателей. Соколы Жириновского тоже были готовы побороться за свои 10%. 
Главам муниципальных образований было запрещено законом совмещать свои должности с депутатством. Это нововведение областного законодательства обещало более острую конкуренцию и все же результат был предсказуем для тех соискателей, кто обладает деньгами, опытом и наработанными технологиями привлечения на свою сторону электората. Аналитики предсказывали: градус кипения выборного котла будет выше, чем прежде, но результат выборов можно рассчитать заранее.
Но в плавный ход предвыборных дискуссий вмешались новые обстоятельства. Во-первых, самый активный соперник Георгия Шпака на губернских выборах депутат Государственной Думы Игорь Морозов решил развестись с единороссами и перейти под крыло Дмитрия Рогозина в "Родину". Тем самым он вызвал некоторое недоумение Георгия Шпака, начинавшего свою политическую карьеру именно в этой думской фракции. Переговоры генерала с депутатами-патриотами не завершились консенсусом. Игорь Морозов был не только принят в партию в Москве, но и определен ее центральным руководящим органом в руководители Рязанской региональной организации. В рязанском отделении "Родины" это тоже вызвало легкий шок, но решению Москвы они не смогли не подчиниться и Игорь Морозов стал лидером рязанской организации. 
Создание избирательного политического блока "За рязанский край" Георгием Шпаком стало ответной реакцией на проходящий передел политической обстановки. Было заявлено об объединении местных отделений Аграрной и Народной партии в избирательный блок "За рязанский край". В списке оказалось 22 человека – все "крепкие хозяйственники".
Формирование нового избирательного объединения поначалу сильно обеспокоило местное отделение "Единой России". Но ситуация изменилась, когда губернаторский блок в одномандатных округах выставил 4 кандидатов, а губернатор Георгий Шпак стал все чаще появляться с лидером единороссов - депутатом Государственной Думы - Николаем Булаевым. 
На периферии оставались коммунисты, конкурировавшие с еще одним, но уже левым блоком - "Социальная защита и справедливость". Традиционный левый электорат был разделен на несколько команд: от губернаторских хозяйственников до коммунистов Федоткина.
В одиночестве остался СПС, лидером которого стал Владимир Морозов. Партия была единственной, кто представлял либеральный электорат региона.

## Результаты выборов
Результаты выборов по одномандатным округам
| Одномандатный округ    | Избранный депутат | Партия         | Процент голосов |
| ---------------------- | ----------------- | -------------- | --------------- |
| Ряжский (1)            | Кирилин А. Б.     | самовыдвижение | 54,71%          |
| Скопинский (2)         | Алабин Р. К.      | Единая Россия  | 30,77%          |
| Михайловский (3)       | Сидоров В. К.     | Единая Россия  | 39.43%          |
| Рязанский (4)          | Сафронов В. И.    | Единая Россия  | 42,42%          |
| Рыбновский (5)         | Киселев А. А.     | Единая Россия  | 24,37%          |
| Касимовский (6)        | Глазунов А. Н.    | самовыдвижение | 49,61%          |
| Кораблинский (7)       | Колесник Н. М.    | самовыдвижение | 44,31%          |
| Сасовский (8)          | Тарасов А. С.     | КПРФ           | 43.62%          |
| Шиловский (9)          | Торжков А. Г.     | Единая Россия  | 35,89%          |
| Шацкий (10)            | Забалуев П. П.    | самовыдвижение | 36,63%          |
| Железнодорожный-1 (11) | Невдах М. А.      | самовыдвижение | 27,72%          |
| Железнодорожный-2 (12) | Горазеева Л. В.   | КПРФ           | 27,14%          |
| Московский-1 (13)      | Рольгейзер А. Л.  | самовыдвижение | 56,39%          |
| Московский-2 (14)      | Климкин И. И.     | самовыдвижение | 18,23%          |
| Московский-3 (15)      | Малютин Е. А.     | самовыдвижение | 39,45%          |
| Октябрьский-1 (16)     | Морозов В. В.     | СПС            | 28,92%          |
| Октябрьский-2 (17)     | Трубицын И. В.    | самовыдвижение | 53,80%          |
| Советский (18)         | Шевырев А. П.     | Единая Россия  | 40,33%          |

Депутаты, избранные в составе региональной группы
| Партия                             | Депутат           |
| ---------------------------------- | ----------------- |
| Единая Россия                      | Калашников В. В.  |
| Единая Россия                      | Шестаков А. З.    |
| Единая Россия                      | Марков В. К.      |
| Единая Россия                      | Еременко Ю. И.    |
| Единая Россия                      | Панфилова Т. Н.   |
| КПРФ                               | Федоткин В. Н.    |
| КПРФ                               | Рябко Е. М.       |
| КПРФ                               | Хренов И. Н.      |
| Родина                             | Барсуков В. П.    |
| Родина                             | Исаков С. А.      |
| Родина                             | Оленьев В. В.     |
| Социальная защита и справедливость | Торопов В. И.     |
| Социальная защита и справедливость | Жевняк А. В.      |
| За Рязанский край                  | Червяков А. Н.    |
| За Рязанский край                  | Свид Г. С.        |
| ЛДПР                               | Шерин А. Н        |
| ЛДПР                               | Родин Н. А.       |
| СПС                                | Перехватова А. В. |

От депутатских мандатов отказались лидеры списков Единой России (Николай Булаев) и Родины (Игорь Морозов), оба являлись членами Государственной Думы.

Обобщенный результат выборов

Число избирателей: 981 630
Число проголосовавших: 363 908
Явка: 37,09% (▲17,09%)
| Партия                                                  | Получено голосов | %       | мест по списку | мест по одномандатным округам | всего мест | %      |
| ------------------------------------------------------- | ---------------- | ------- | -------------- | ----------------------------- | ---------- | ------ |
| «Единая Россия»                                         | 80759            | 22,19 % | 5              | 6                             | 11         | 30,6 % |
| «КПРФ»                                                  | 55170            | 15,16 % | 3              | 2                             | 5          | 13,9 % |
| «Родина»                                                | 47227            | 12,98 % | 3              | 0                             | 3          | 8,3 %  |
| Избирательный блок «Социальная защита и справедливость» | 39174            | 10,76 % | 2              | 0                             | 2          | 5,6 %  |
| Избирательный блок «За Рязанский край»                  | 36591            | 10,06 % | 2              | 0                             | 2          | 5,6 %  |
| «ЛДПР»                                                  | 30683            | 8,43 %  | 2              | 0                             | 2          | 5,6 %  |
| «Союз правых сил»                                       | 20146            | 5,54 %  | 1              | 1                             | 2          | 5,6 %  |
| Против всех                                             | 44394            | 12,20 % | самовыдвижение | самовыдвижение                | 9          | 25,0 % |
| Недействительные                                        | 9764             | 2,68 %  |                |                               |            |        |
| Рязанская областная дума IV созыва                      |                  |         |                |                               |            |        |